# Heinz Schmidt (Politiker, 1929)
Heinz Schmidt (* 30. März 1929 in Dresden) ist ein ehemaliger deutscher Politiker (SED). Er war von 1980 bis 1990 Staatssekretär im Ministerium für Verkehrswesen der DDR.

## Leben
Schmidt erlernte nach dem Besuch der Volksschule den Beruf des Maschinenschlossers bei der  Deutschen Reichsbahn (DR). Im  Bahnbetriebswerk Dresden-Friedrichstadt arbeitete er dann als Lokheizer im Jugendkollektiv „Max Seydewitz“, zu dem auch Helmut Scholz gehörte, später einer seiner Vorgänger als Stellvertreter des Ministers für Verkehrswesen der DDR. Schmidt wurde Mitglied der SED. Er studierte an der Hochschule für Verkehrswesen in Dresden und wurde zum Doktoringenieur promoviert. Von 1967 bis 1969 war er Vizepräsident der Reichsbahndirektion Erfurt und von 1969 bis 1971 stellvertretender Generaldirektor der DR. Ab 1971 war er 1. Stellvertreter des Generaldirektors der DR und stellvertretender Minister für Verkehrswesen der DDR. 1975/76 absolvierte er ein Studium an der Parteihochschule der KPdSU in Moskau. Am 20. Februar 1980 wurde er Staatssekretär im Ministerium für Verkehrswesen der DDR (Nachfolger des verstorbenen Volkmar Winkler) und behielt gleichzeitig die Funktion des 1. Stellvertreters des Generaldirektors der DR. Schmidt blieb bis Januar 1990 im Amt.

## Auszeichnungen
- 1972 Ehrentitel „Verdienter Eisenbahner der Deutschen Demokratischen Republik“
- 1979 Vaterländischer Verdienstorden in Bronze, 1986 in Silber und 1989 in Gold
- 1982 Orden Banner der Arbeit Stufe I